# Nonnenhorn (stacja kolejowa)
Nonnenhorn – stacja kolejowa w Nonnenhorn, w kraju związkowym Bawaria, w Niemczech. Stacja znajduje się w centrum miejscowości przy Bahnhofstraße.
| Nonnenhorn                  |  |                                          |
| Linia Bodenseegürtel        |  |                                          |
| Kressbronnodległość: 2,3 km |  | Wasserburg am Bodensee odległość: 2,2 km |